# Tokke
Tokke là một đô thị của hạt Telemark, Na Uy, được hình thành vào ngày 1 tháng 1 năm 1964 nhờ sáp nhập hai đô thị cũ Lårdal và Mo.
Tokke giáp Vinje, Kviteseid, Seljord, Fyresdal, Valle, Bykle. Đỉnh cao nhất là Urdenosi, với độ cao 1.520 m trên mực nước biển.

## Tên gọi
Tên gọi ban đầu theo tên con sông chảy qua đô thị này, dạng tiếng Na Uy Cổ là *Þotka, và có liên hệ với hồ Totak.

## Huy hiệu
Huy hiệu có hình con gấu được sử dụng thập kỷ trước (1987).

## Người nổi tiếng từ Tokke
- Anne Grimdalen (1899-1961), nhà điều khắc người Skafså, Tokke.
- Eivind Groven (1901-1977), nhà soạn nhạc người Lårdal, Tokke.